# Onna (L'Aquila)

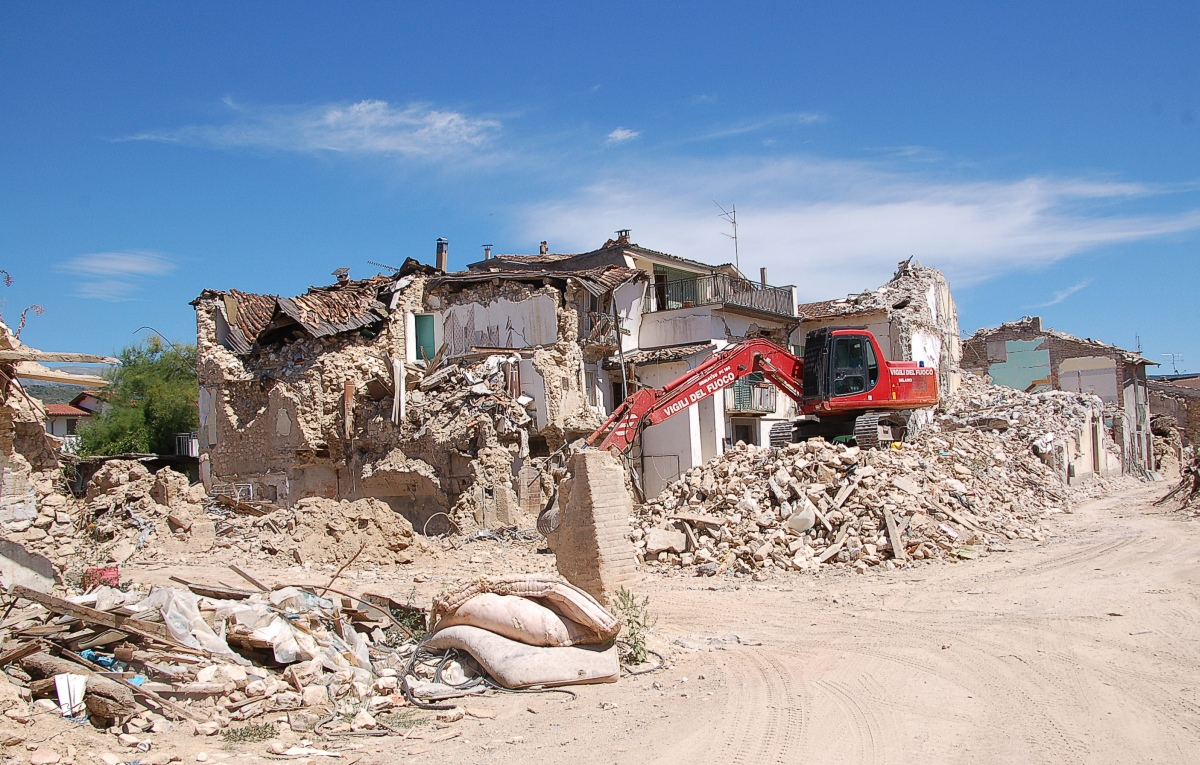
Onna, 2010

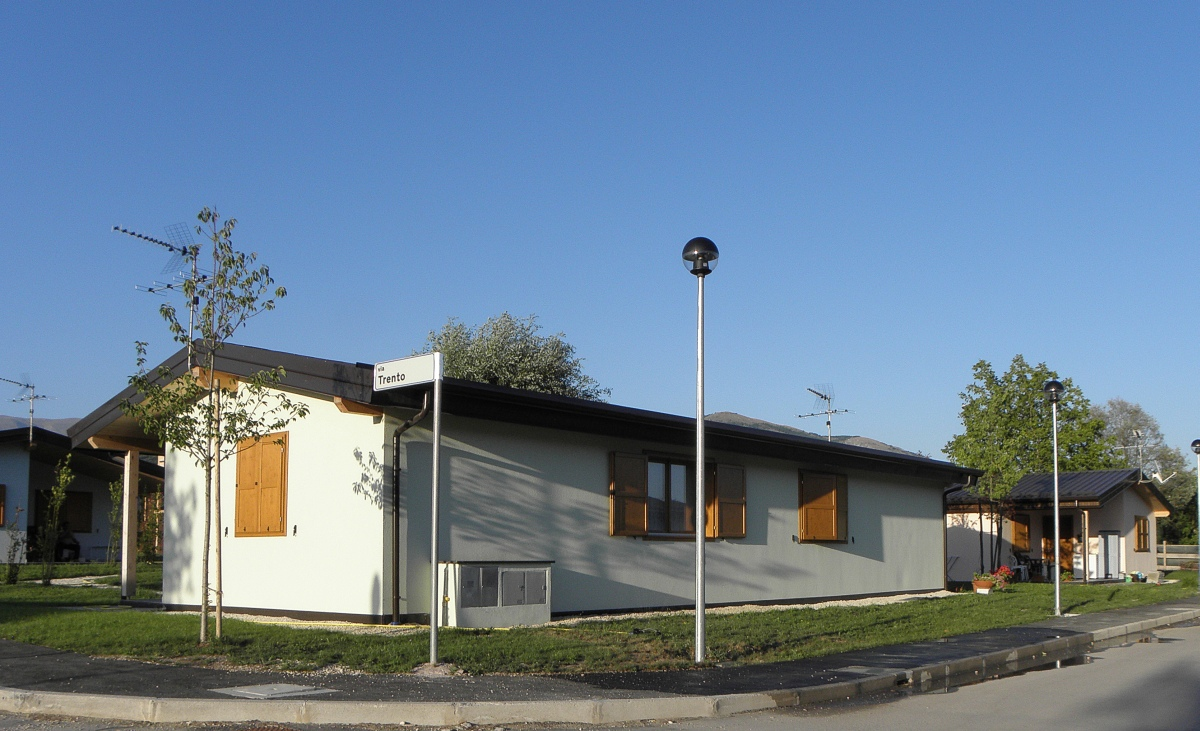
Onna, 2010

Onna is een plaats (frazione) in de Italiaanse provincie L'Aquila in de regio Abruzzo in centraal Italië. Het ligt in de Apennijnen op een hoogte van 582 meter boven zeeniveau. Het dorp heeft ongeveer 350 inwoners.

## Geschiedenis
De omgeving is sinds zo'n 1000 jaar bewoond. De eerste bewaarde schriftelijke gegevens dateren uit 1178 gedurende de tijd van Paus Clemens III. 
Op 6 april 2009 kwam Onna, gelegen dicht bij Castelnuovo (frazione van de gemeente San Pio delle Camere), in het wereldnieuws door de aardbeving van L'Aquila. Ongeveer 40 personen uit Onna overleefden de ramp niet. Paus Benedictus XVI bezocht op 28 april 2009 dit zwaar getroffen rampgebied.